# Andromeda-Paradoxon
Das Andromeda-Paradoxon ist ein Widerspruch, bezogen darauf, ob zu einem festgelegten Zeitpunkt an einem gegebenen Ort die Geschehnisse in der Zukunft bereits festgelegt oder noch unsicher sind. Es tritt bei einem Gedankenexperiment zur speziellen Relativitätstheorie der Physik auf und basiert auf der Relativität der Gleichzeitigkeit.

## Das Paradoxon

Minkowski-Diagramm zur Illustration des Andromeda-Paradoxons. Beobachter A (blau) und B (rot) treffen zum Zeitpunkt t=0 aufeinander. Wenn in der Galaxie G gleichzeitig mit dem Zusammentreffen der Beobachter die Entscheidung getroffen wird (schwarzer Kreis), liegt die Entscheidung aus Sicht von A noch in der Zukunft, während sie aus Sicht von B bereits getroffen wurde.

Roger Penrose beschrieb 1989 das zu Grunde liegende Paradoxon in seiner Betrachtung einer Situation, bei der sich zwei Menschen auf der Straße begegnen. Für die beiden Menschen, die sich in entgegengesetzter Richtung bewegen, liegen gemäß der Relativitätstheorie die Dinge, die im weit entfernten System der Andromedagalaxie aus ihrer jeweiligen Sicht gleichzeitig zu ihrer Begegnung passieren, möglicherweise mehrere Tage auseinander:

„Zwei Menschen gehen aneinander vorbei; für den einen ist eine Raumflotte von der Andromeda-Galaxie bereits unterwegs zur Erde, während für den anderen noch nicht einmal die Entscheidung gefallen ist, ob die Reise tatsächlich stattfinden wird oder nicht. Wie kann die geringste Ungewißheit bezüglich des Ergebnisses dieser Entscheidung bestehen? Wenn für einen der beiden Menschen die Entscheidung bereits gefallen ist, dann ist jede Ungewißheit ausgeschlossen. Der Start der Raumflotte ist unvermeidlich. In der Tat kann keiner der beiden Passanten bereits vom Start der Raumflotte wissen. Wissen können sie davon erst später, wenn die irdischen Fernrohre zeigen, daß die Flotte tatsächlich unterwegs ist. Dann können sie auf ihre Zufallsbegegnung zurückgreifen und zu dem Schluß kommen, daß damals für den einen die Entscheidung in der ungewissen Zukunft lag, für den anderen hingegen in der sicheren Vergangenheit. Herrschte somit damals überhaupt Unsicherheit über die damalige Zukunft? Oder war die Zukunft für beide bereits "festgelegt"?“

Das Paradoxon liegt hier allerdings nicht zuallererst in dem vordergründigen Widerspruch, dass unterschiedliche Ereignisse je nach Wahl des Bezugssystems gleichzeitig oder eben nicht stattfinden, sondern darin, dass zwischen den beiden Beobachtern, wenn sie später auf den Moment ihrer Begegnung zurückblicken, Uneinigkeit darüber bestehen kann, welche Ereignisse in der Andromeda-Galaxie in diesem Moment in einem gewissen Sinn bereits eingetreten oder noch nicht eingetreten waren.

## Erörterungen
Bereits in der zweiten Hälfte der 1960er Jahre erörterten C. Wim Rietdijk und Hilary Putnam das Paradoxon. Daraus ergab sich das Rietdijk-Putnam-Argument, das die Annahme eines deterministischen Blockuniversums untermauert.